# GuruPlug
Der GuruPlug ist ein kompakter Plug Computer mit niedrigem Stromverbrauch, der mit einem auf Debian basierenden Linux-System ausgeliefert wird. Er wird von der Firma Globalscale Technologies als Gerät angeboten, das als Webserver, Druckserver oder Server für jeden anderen Netzwerkservice fungieren kann. Es verfügt über einen internen Speicher in Form von NAND-Flash, bietet aber auch über externe Schnittstellen wie USB und microSD die Speicherung von Daten an.
Die erste Generation dieser Geräte besaß intern keine beweglichen Teile wie etwa Lüfter oder Laufwerke, was das Gerät nahezu lautlos funktionieren ließ. Durch einen Designfehler kam es aber bei dieser Generation häufig zu temperaturbedingten Abschaltungen. Das Problem wurde durch den Einbau eines Lüfters gelöst, was aber die Attraktivität als leiser Wohnzimmer-Server stark senkte.

## Varianten und Modifikationen
Den GuruPlug gibt es mittlerweile in drei Varianten: GuruPlug Server Standard, GuruPlug Server Plus und GuruPlug Display.
| GuruPlug         | Server Standard                     | Server Plus                                 | Display                                      |
| ---------------- | ----------------------------------- | ------------------------------------------- | -------------------------------------------- |
| CPU:             | Marvell Kirkwood 6281 1,2 GHz (ARM) | Marvell Kirkwood 6281 1,2 GHz (ARM)         | Marvell Armada 168 800 MHz (ARM)             |
| Arbeitsspeicher: | 512 MB DDR2                         | 512 MB DDR2                                 | 512 MB DDR2                                  |
| Flash-Speicher:  | 512 MB NAND                         | 512 MB NAND                                 | 8 GB microSD                                 |
| Schnittstellen:  | 2× USB 2.0 1× GBit RJ45             | 2× USB 2.0 2× GBit RJ45 1× microSD 1× eSATA | 4× USB 2.0 1× 10/100 RJ45 1× microSD 1× HDMI |